# Мніхув (Лодзинське воєводство)
Мніхув (пол. Mnichów) — село в Польщі, у гміні Серадз Серадзького повіту Лодзинського воєводства.
Населення — 172 особи (2011).
У 1975-1998 роках село належало до Серадзького воєводства.

## Демографія
Демографічна структура станом на 31 березня 2011 року:
|          | Загалом | Допрацездатний вік | Працездатний вік | Постпрацездатний вік |
| -------- | ------- | ------------------ | ---------------- | -------------------- |
| Чоловіки | 84      | 19                 | 51               | 14                   |
| Жінки    | 88      | 26                 | 39               | 23                   |
| Разом    | 172     | 45                 | 90               | 37                   |